# Alejandro Pozuelo
Alejandro Pozuelo Melero (ur. 20 września 1991 w Sewilli) – hiszpański piłkarz występujący na pozycji ofensywnego ofensywnego pomocnika w emirackim klubie Al-Jazira Club.

## Życiorys
Jest wychowankiem akademii Realu Betis. W seniorskiej piłce zadebiutował w barwach rezerw Betisu, w Segunda División B.
2 października 2011 roku zadebiutował w pierwszym zespole, w spotkaniu z Levante UD. 18 grudnia trafił pierwszego gola w lidze w barwach Verdiblancos, w spotkaniu z Atlético Madryt, w którym otrzymał również czerwoną kartkę.
2 lipca 2013 roku podpisał trzyletni kontrakt ze Swansea City i stał się siódmym Hiszpanem w kadrze walijskiego zespołu. W sezonie 2014/2015 grał w Rayo Vallecano, a w 2015 trafił do KRC Genk. 18 marca 2019 przeniósł się za kwotę 9 mln € do Toronto FC.